# Orchowo (gmina)
Orchowo est une gmina rurale du powiat de Słupca, Grande-Pologne, dans le centre-ouest de la Pologne. Son siège est le village d'Orchowo, qui se situe environ 27 km au nord-est de Słupca et 76 km à l'est de la capitale régionale Poznań.
La gmina couvre une superficie de 98,12 km2 pour une population de 3 873 habitants en 2016.

## Géographie

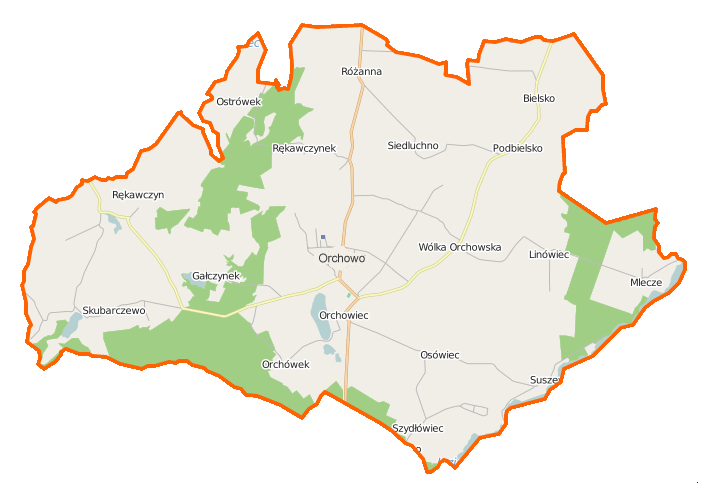
Plan de la gmina.

La gmina inclut les villages et les localités de :
- Bielsko
- Gałczynek
- Linówiec
- Myślątkowo
- Orchówek
- Orchowo
- Osówiec
- Ostrówek
- Podbielsko
- Podlesie
- Rękawczyn
- Różanna
- Skubarczewo
- Słowikowo
- Suszewo
- Szydłówiec
- Wólka Orchowska

### Gminy voisines
La gmina d'Orchowo est bordée des gminy de :
- Jeziora Wielkie
- Kleczew
- Mogilno
- Powidz
- Strzelno
- Trzemeszno
- Wilczyn
- Witkowo

## Structure du terrain
D'après les données de 2002, la superficie de la commune d'Orchowo est de 98,12 km2, répartis comme tel :
- terres agricoles : 72 %
- forêts : 18 %

La commune représente 11,71 % de la superficie du powiat.

## Démographie
Données du 31 décembre 2012 :
| Description        | Total  | Total | Femmes | Femmes | Hommes | Hommes |
| ------------------ | ------ | ----- | ------ | ------ | ------ | ------ |
| Unité              | Nombre | %     | Nombre | %      | Nombre | %      |
| population         | 3 943  | 100   | 1 972  | 50     | 1 971  | 50     |
| Densité (hab./km²) | 40,2   | 40,2  | 20,1   | 20,1   | 20,1   | 20,1   |